# Estelle Parsons
Estelle Parsons (* 20. listopadu 1927) je americká herečka a režisérka.
Narodila se v Lynn jako mladší ze dvou dcer rodičů anglického a švédského původu. V roce 1949 dokončila studium na Connecticut College, později krátce studovala na právnické fakultě Bostonské univerzity, kterou však nedokončila. V 50. letech se usadila v New Yorku a pracovala pro televizní pořad The Today Show.
V roce 1956 debutovala na Broadwayi v muzikálu Happy Hunting. V roce 1964 získala cenu Obie za svůj výkon ve hrách Next Time I'll Sing to You a In the Summer House. V roce 1967 hrála se Stacym Keachem v premiéře protiválečné hry New Haven, náš cíl (We Bombed in New Haven) od Josepha Hellera. Několikrát byla nominována na cenu Tony. V menší míře se věnovala také režii, režírovala například několik her Williama Shakespearea.
Od 60. let hrála také ve filmu. Za svou roli ve snímku Bonnie a Clyde (1967) získala Oscara. Nominaci získala také za film Rachel, Rachel (1968). Hrála v řadě dalších filmů a v desítkách televizních seriálů.
V letech 1953–1958 byl jejím manželem spisovatel Richard Gehman, se kterým měla dvě dcery, Abbie a Marthu. V roce 1983 se vdala za právníka Petera Zimrotha, který zemřel v roce 2021. Měli adoptovaného syna Abrahama.